# Deutscher Lokaljournalistenpreis
Der Deutsche Lokaljournalistenpreis ist ein Journalistenpreis der CDU-nahen Konrad-Adenauer-Stiftung. Er richtet sich an Journalisten und Redaktionen, die Vorbildliches für den deutschen Lokaljournalismus geleistet haben. Der Preis wird seit 1980 jährlich in mehreren Einzelkategorien verliehen und ist mit insgesamt 12.500 Euro dotiert. Seit 2013 wird ein Sonderpreis für Volontärsprojekte ausgelobt. Die Auszeichnung geht auf Konrad Adenauer zurück, der sich zeit seines politischen Lebens der Kommunalpolitik und dem Kommunalen als solchem sehr verbunden fühlte.

## Jury
Die Jury besteht aktuell aus:
- Jochen Blind (Pressesprecher der Konrad-Adenauer-Stiftung)
- Anna Katharina Bölling (Regierungspräsidentin des Regierungsbezirks Detmold)
- Karsten Kammholz (Chefredakteur Mannheimer Morgen)
- Jana Klameth (Redaktions-Coach Freie Presse, Chemnitz) – Sprecherin der Jury
- Louisa Riepe (Chefredakteurin Neue Osnabrücker Zeitung)
- Ullrich Villinger (Geschäftsführer Zeitungsverlag Waiblingen)

## Rezeption
Bei der Preisverleihung des Deutschen Lokaljournalistenpreises 2009 in Braunschweig sagte der damalige Bundespräsident Horst Köhler: „Der Lokaljournalistenpreis der Konrad-Adenauer-Stiftung ist eine wichtige Börse für solche Ideen. Er stellt gute Beispiele vor und lädt zum Vergleich, zum Voneinander-Lernen und zum Besser-Machen ein. Auf diese Weise trägt er zur Qualität der journalistischen Arbeit bei.“
Für Bernd Neumann, Staatsminister und Beauftragter der Bundesregierung für Kultur und Medien, ist der Preis die „wohl bedeutendste Auszeichnung für Regionalzeitungen im deutschsprachigen Raum“.

## Preisträger
Das Jahr entspricht dem Datum der Veröffentlichung des ausgezeichneten Werks. Die Bekanntgabe der Auswahl und die Preisverleihung erfolgen im Folgejahr.

### Jahre 1980–1989
Die Preisträger in den 1980er-Jahren.
1980: 
- 1. Preis: Lübecker Nachrichten
- 2. Preis: Rheinische Post
- 3. Preis: Stuttgarter Nachrichten
- Sonderpreise:
  - Badische Neueste Nachrichten
  - Oberbergische Volkszeitung
  - Speyerer Rundschau

1981: 
- 1. Preis: Südwest Presse
- 2. Preis: Rieser Nachrichten
- 3. Preis: Kölnische Rundschau und Badische Zeitung
- Sonderpreis: Aachener Volkszeitung

1982: 
- 1. Preis: Mendener Zeitung
- 2. Preis: Ahlener Tageblatt
- 3. Preis: Saarbrücker Zeitung
- Sonderpreise:
  - Bergischer Volksbote/Westdeutsche Zeitung
  - Heilbronner Stimme

1983: 
- 1. Preis: Gelnhäuser Tageblatt
- 2. Preis: Kölnische Rundschau
- 3. Preis: Kölner Stadt-Anzeiger
- Sonderpreise:
  - Heilbronner Stimme
  - Lippische Rundschau

1984: 
- 1. Preis: Nordbayerischer Kurier
- 2. Preis: Pirmasenser Zeitung
- 3. Preis: Express
- Sonderpreise:
  - Pforzheimer Zeitung
  - Recklinghäuser Zeitung

1985: 
- 1. Preis: Waiblinger Kreiszeitung
- 2. Preis: Neue Ruhr Zeitung
- 3. Preis: Südwest-Presse
- Sonderpreise:
  - Neue-Ruhr-Zeitung-Redaktion Essen
  - Ehinger Tagblatt

1986: 
- 1. Preis: Oberhessische Presse
- 2. Preis: Lohrer Echo
- 3. Preis: Rhein-Zeitung
- Sonderpreise:
  - Waiblinger Kreiszeitung
  - Heilbronner Stimme
  - Reutlinger General-Anzeiger
  - Westdeutsche Allgemeine Zeitung

1987: 
- 1. Preis: Mainzer Rhein-Zeitung
- 2. Preis: Fränkische Nachrichten
- 3. Preis: Nordwest-Zeitung
- Sonderpreise:
  - Gmünder Tagespost
  - Heilbronner Stimme
  - Landsberger-Tagblatt-Redaktion Ammersee
  - Südwest Presse
  - Weinheimer Nachrichten

1988: 
- 1. Preis: Allgäuer Zeitung
- 2. Preis: Frankfurter Rundschau
- 3. Preis: Oberhessische Presse
- Sonderpreise:
  - Kölnische Rundschau
  - Main-Echo
  - Neu-Ulmer Zeitung
  - Oberbergische Volkszeitung
  - taz

1989: 
- 1. Preis: Mainzer Rhein-Zeitung
- 2. Preis: Mannheimer Morgen
- 3. Preis: Oberhessische Presse und Mitteldeutsche-Neueste-Nachrichten-Redaktion Leipzig
- Sonderpreise:
  - Aichacher Nachrichten
  - Allgäuer Nachrichten
  - General-Anzeiger Rhein-Sieg-Kreis
  - Frankfurter Rundschau Stadt und Kreis Offenbach
  - Sindelfinger Zeitung

### Jahre 1990–1999
Die Preisträger in den 1990er-Jahren.
1990: 
- 1. Preis: Greifswalder Tageblatt
- 2. Preis: Main-Echo
- 3. Preis: Rhein-Zeitung
- Sonderpreise:
  - Haller Tagblatt Schwäbisch Hall
  - Heilbronner Stimme
  - Märkische Oderzeitung
  - Mannheimer Morgen
  - Nordbayerische Nachrichten Pegnitz

1991: 
- 1. Preis[5]: Gäubote Herrenberg und Heidenheimer Neue Presse
- 3. Preis: Augsburger Allgemeine
- Sonderpreise:
  - Allgemeine Zeitung Mainz
  - Fuldaer Zeitung
  - Heilbronner Stimme
  - Neue Zeit Berlin
  - Westdeutsche Allgemeine Zeitung

1992: 
- 1. Preis: Heilbronner Stimme
- 2. Preis: Berliner Morgenpost
- 3. Preis: Neue Ruhr Zeitung Redaktion Duisburg
- Sonderpreise:
  - Abendzeitung München
  - Emsdettener Tageblatt
  - Remscheider General-Anzeiger
  - Sindelfinger Zeitung/Böblinger Zeitung
  - taz-Redaktion Bremen

1993: 
- 1. Preis: Oberhessische Presse
- 2. Preis: Dresdner Morgenpost
- 3. Preis: General-Anzeiger-Redaktion Siegburg
- Sonderpreise:
  - Bayerwald-Bote
  - Berliner Zeitung
  - Erlanger Nachrichten
  - Kieler Nachrichten
  - Sindelfinger Zeitung/Böblinger Zeitung

1994: 
- 1. Preis: Berliner Morgenpost
- 2. Preis: Chemnitzer Morgenpost
- 3. Preis: Grafschafter Nachrichten Nordhorn
- Sonderpreise:
  - Cannstatter Zeitung/Untertürkheimer Zeitung
  - Darmstädter Echo
  - Kölner Stadt-Anzeiger
  - Leipziger Volkszeitung
  - Nürnberger Nachrichten
  - Westfalen-Blatt-Redaktion Minden

1995: 
- 1. Preis: Öffentlicher Anzeiger
- 2. Preis: Der Tagesspiegel
- 3. Preis: Neue Presse (Coburg)
- Sonderpreise:
  - Backnanger Kreiszeitung
  - Berliner Zeitung
  - Buxtehuder Tageblatt
  - Illertisser Zeitung
  - Oberhessische Presse Marburg
- Sonderpreise 1945:
  - Badisches Tagblatt
  - Berliner Morgenpost
  - Isar-Loisachbote
  - Leipziger Volkszeitung
  - Weilheimer Tagblatt

1996: 
- 1. Preis: Neue Presse (Hannover)
- 2. Preis: Sindelfinger Zeitung
- 3. Preis: Main-Post
- Sonderpreise:
  - Braunschweiger Zeitung
  - General-Anzeiger Bonn
  - Haller Tagblatt Schwäbisch Hall
  - Neue Ruhr Zeitung
  - Remscheider General-Anzeiger
  - Weilheimer Tagblatt

1997: 
- 1. Preis: Göttinger Tageblatt
- 2. Preis: Buxtehuder Tageblatt
- 3. Preis: Märkische Oderzeitung und Der Tagesspiegel
- Sonderpreise:
  - Emsdettener Tageblatt
  - Erlanger Nachrichten
  - Lausitzer Rundschau
  - Leipziger Volkszeitung
- Sonderpreise Jugend:
  - Heilbronner Stimme
  - Waiblinger Kreiszeitung
  - Südwest Presse

1998: 
- 1. Preis: Deister- und Weserzeitung
- 2. Preis: Leipziger Volkszeitung
- 3. Preis: Rhein-Zeitung und Erlanger Nachrichten
- Sonderpreise:
  - Der Tagesspiegel
  - Illertisser Zeitung
  - Neue-Westfälische-Redaktion Bielefeld
  - Oldenburgische Volkszeitung
  - Westdeutsche-Allgemeine-Zeitung-Redaktion Witten

1999: 
- 1. Preis: Flensburger Tageblatt
- 2. Preis: Volksstimme Magdeburg
- 3. Preis: Lausitzer Rundschau
- Sonderpreise:
  - Berliner Morgenpost
  - Express Köln
  - Freie Presse Zwickau
  - Marburger Neue Zeitung
  - Oberhessische Presse Marburg

### Jahre 2000–2009
Die Preisträger in den 2000er-Jahren.
2000: 
- 1. Preis: Süddeutsche Zeitung
- 2. Preis: Sächsische Zeitung
- 3. Preis: Peiner Allgemeine Zeitung
- Sonderpreise:
  - Badische Zeitung
  - Der Tagesspiegel
  - Haller Kreisblatt Westfalen
  - Hamburger Morgenpost
  - Südkurier Konstanz

2001: 
- 1. Preis: Saarbrücker Zeitung
- 1. Preis oder 2. Preis[5]: tz München
- 2. Preis oder 3. Preis[5]: Berliner Morgenpost
- Sonderpreise:
  - Badische Zeitung
  - Nordbayerischer Kurier
  - Pforzheimer Zeitung
  - Sindelfinger Zeitung/Böblinger Zeitung
  - Westfalenpost Hagen

2002: 
- 1. Preis: Leipziger Volkszeitung
- 2. Preis: Braunschweiger Zeitung
- 3. Preis: Leine-Zeitung und Oldenburgische Volkszeitung
- Sonderpreise:
  - General-Anzeiger Bonn
  - Trierischer Volksfreund
  - Saarbrücker Zeitung
  - Tölzer Kurier

2003: 
- 1. Preis: Trierischer Volksfreund
- 2. Preis: Der Tagesspiegel
- 3. Preis: Süddeutsche Zeitung
- Sonderpreise:
  - Oeffentlicher Anzeiger Bad Kreuznach
  - Neue Ruhr Zeitung/Neue Rhein Zeitung
  - Märkische Allgemeine
  - Main-Post-Redaktion Kitzingen
  - Weser-Kurier/Bremer Nachrichten
- Sonderpreis 17. Juni 1953: Sächsische-Zeitung-Redaktion Görlitz

2004: 
- 1. Preis: Neue Württembergische Zeitung
- 2. Preis: Zeitungsgruppe Lahn-Dill
- 3. Preis: Stuttgarter Zeitung
- Sonderpreise:
  - Berliner Zeitung
  - Braunschweiger Zeitung
  - Hamburger Abendblatt
  - Kölner Stadtanzeiger
  - Potsdamer Neueste Nachrichten
  - Der Westallgäuer
  - Berliner Morgenpost

2005: 
- 1. Preis: Elmshorner Nachrichten
- 2. Preis: Berliner Zeitung
- 3. Preis: Badische Zeitung und Kölner Stadt-Anzeiger
- Sonderpreise:
  - Schweriner Volkszeitung
  - Mindelheimer Zeitung
  - Neue Westfälische
  - Der Tagesspiegel

2006: 
- 1. Preis: Zeitungsverlag Waiblingen
- 2. Preis: Main-Post
- 3. Preis: Braunschweiger Zeitung und Sindelfinger Zeitung/Böblinger Zeitung
- Sonderpreise:
  - Der Tagesspiegel
  - Mendener Zeitung
  - Zeitungsgruppe Lahn-Dill
  - Süddeutsche Zeitung
  - Hamburger Abendblatt

2007: 
- 1. Preis: Hamburger Abendblatt
- 2. Preis: Badische Zeitung
- 2. Preis[6] oder 3. Preis: Freie Presse
- Sonderpreise:
  - Braunschweiger Zeitung
  - Fränkischer Tag
  - Friedberger Allgemeine
  - Hamburger Morgenpost
  - Leipziger Volkszeitung
  - Schwäbische Zeitung
  - Stuttgarter Zeitung
  - Stuttgarter Zeitung Ludwigsburg
  - Tölzer Kurier
  - Trierischer Volksfreund

2008: 
- 1. Preis: Braunschweiger Zeitung
- 2. Preis: Stuttgarter Zeitung
- Kategorie Journalistische Erzählung: Berliner Morgenpost
- Kategorie Text-Bild-Komposition: Abendzeitung
- Kategorie Crossmediale Serie: Bocholter-Borkener Volksblatt
- Kategorie Umwelt: Fränkischer Tag
- Kategorie Kontinuität: Hannoversche Allgemeine
- Kategorie Magazin: Neun7
- Kategorie Aktion: Reutlinger Generalanzeiger
- Kategorie Redaktionelles Marketing: Zeitungsverlag Waiblingen
- Kategorie Wahlen: Passauer Neue Presse

2009: 
- 1. Preis: Weser-Kurier
- 2. Preis: Berliner Morgenpost
- Kategorie Lebenshilfe: Augsburger Allgemeine
- Kategorie Investigativer Journalismus: General-Anzeiger
- Kategorie Heimat: Reutlinger General-Anzeiger
- Kategorie Serie: Neue Presse (Hannover)
- Kategorie Zeitgeschichte: Berliner Kurier, Berliner Zeitung, Fränkischer Tag und Süderländer Tageblatt
- Kategorie Demokratie: Braunschweiger Zeitung
- Kategorie Journalistisches Verantwortungsbewusstsein: Zeitungsverlag Waiblingen

### Jahre 2010–2019
Die Preisträger in den 2010er-Jahren.
2010: 
- 1. Preis: Südkurier
- 2. Preis: Sächsische Zeitung
- Kategorie Kommunalpolitik: Badische Zeitung
- Kategorie Freizeit: Berliner Morgenpost
- Kategorie Schule: Braunschweiger Zeitung
- Kategorie Investigativer Journalismus: Hamburger Abendblatt
- Kategorie Wirtschaft: Neue Presse (Hannover)
- Kategorie Zeitgeschichte: Oranienburger Generalanzeiger und Thüringer Allgemeine
- Kategorie Lokalsport: Westfälische Rundschau

2011: 
- 1. Preis: General-Anzeiger
- 2. Preis: Mittelbayerische Zeitung und Westfälische Rundschau
- Kategorie Geschichte: Augsburger Allgemeine
- Kategorie Service: Badische Zeitung
- Kategorie Alltag: Deister- und Weserzeitung und Stuttgarter Zeitung
- Kategorie Reportage: Rhein-Zeitung
- Kategorie Wirtschaft: Süderländer Tageblatt
- Kategorie Integration: Saarbrücker Zeitung
- Kategorie Zeitgeschichte: Thüringer Allgemeine
- Kategorie Verbraucher: Weser Kurier

2012: 
- 1. Preis: Thüringer Allgemeine und Hamburger Abendblatt
- Kategorie Leser-Blatt-Bindung: Zeitungsverlag Aachen
- Kategorie Marketing: Berliner Zeitung
- Kategorie Alltag: Berliner Morgenpost
- Kategorie Investigativer Journalismus: General-Anzeiger
- Kategorie Inklusion: Express
- Kategorie Integration: Pforzheimer Zeitung
- Kategorie Heimat: Stuttgarter Nachrichten
- Kategorie Geschichte: Südkurier
- Kategorie Kontinuität: Leipziger Volkszeitung
- Kategorie Recherche: Zeitungsverlag Waiblingen

2013: 
- 1. Preis: Sächsische Zeitung
- 2. Preis: Braunschweiger Zeitung und Zeitungsverlag Waiblingen
- Kategorie Alltag: Der Tagesspiegel
- Kategorie Foto: Oberhessische Presse
- Kategorie Infografik: Berliner Zeitung
- Kategorie Katastrophenberichterstattung: Der Prignitzer
- Kategorie Kultur: Nordbayerischer Kurier
- Kategorie Regionale Wirtschaft: Rhein-Zeitung
- Kategorie Verbraucher: Deister- und Weserzeitung, Stuttgarter Nachrichten
- Sonderpreis für Volontärsprojekte: Neue Westfälische, Thüringer Allgemeine

2014: 
- 1. Preis: Sindelfinger Zeitung/Böblinger Zeitung
- 2. Preis: Berliner Morgenpost, Deister- und Weserzeitung, Stuttgarter Zeitung
- Kategorie Innovationen: Der Tagesspiegel
- Kategorie Landwirtschaft: Nordbayerischer Kurier
- Kategorie Investigative Recherche: Nordwest-Zeitung
- Kategorie DDR-Geschichte: Sächsische Zeitung
- Kategorie Inklusion: Süderländer Tageblatt
- Kategorie Gesellschaft: Südkurier
- Kategorie Integration: Westdeutsche Zeitung
- Kategorie Alltag: Weser-Kurier
- Sonderpreis für Volontärsprojekte: Cellesche Zeitung, Münchner Merkur

2015: 
- 1. Preis: zusammen an Freie Presse, Sächsische Zeitung und Leipziger Volkszeitung für Gemeinschaftsprojekt
- 2. Preis: Süddeutsche Zeitung
- Kategorie Integration: Neue Presse, Zeitungsverlag Waiblingen
- Kategorie Datenjournalismus: Berliner Morgenpost
- Kategorie Digitale Innovation: Nürnberger Nachrichten
- Kategorie Interaktion: Braunschweiger Zeitung
- Kategorie Geschichte: Express
- Kategorie Wohnen: Mitteldeutsche Zeitung
- Kategorie Alltag: Vilshofener Anzeiger
- Kategorie Menschen: Südkurier
- Kategorie Kommunalpolitik: Westfalenpost
- Sonderpreis für Volontärsprojekte: Pforzheimer Zeitung, Rhein-Zeitung, Süddeutsche Zeitung

2016: 
- 1. Preis: Landeszeitung für die Lüneburger Heide
- 2. Preis: Kölner Stadt-Anzeiger
- Kategorie Geschichte: Augsburger Allgemeine Zeitung
- Kategorie Verkehr: General-Anzeiger
- Kategorie Gesundheit: Mitteldeutsche Zeitung
- Kategorie Alltag: Stuttgarter Nachrichten
- Kategorie Soziale Medien: Süddeutsche Zeitung
- Kategorie Kultur: Hamburger Abendblatt/Harburger Nachrichten
- Sonderpreis für Volontärsprojekte: General-Anzeiger, Rheinische Post, WAZ

2017: 
- 1. Preis: Stuttgarter Nachrichten und Stuttgarter Zeitung
- 2. Preis: Pforzheimer Zeitung
- Kategorie Kommunalpolitik: Tölzer Kurier
- Kategorie Wächteramt: Main-Post-Redaktion Ochsenfurt
- Kategorie Recherche: Kieler Nachrichten
- Kategorie Wirtschaft: Nordwest-Zeitung
- Kategorie Gesellschaft: Nordkurier
- Kategorie Datenjournalismus: Stuttgarter Nachrichten und Stuttgarter Zeitung
- Kategorie Inklusion: Zeitungsverlag Waiblingen
- Kategorie Gesundheit: Weser Kurier
- Sonderpreis für Volontärsprojekte: Allgemeine Zeitung, Badische Zeitung

2018: 
- 1. Preis: Freie Presse Chemnitz
- 2. Preis: Pforzheimer Zeitung
- 3. Preis: Rhein-Main-Redaktion der Frankfurter Allgemeinen Zeitung
- Sonderpreis für Volontärsprojekte: Kreiszeitung Syke

2019: 
- 1. Preis: Schleswig-Holsteinischer Zeitungsverlag sh:z
- 2. Preis: Zeitungsverlag Waiblingen
- 3. Preis: Badische Neueste Nachrichten
- Sonderpreis für Volontärsprojekte: Volontäre der Südwest Presse, Märkischen Oderzeitung und Lausitzer Rundschau für das gemeinsame Magazin Ein Land, in Erinnerung an 30 Jahre Mauerfall

### Jahre 2020 – heute
Die Preisträger in den 2020er-Jahren.
2020: 
- 1. Preis: Südkurier
- 2. Preis: Hamburger Morgenpost
- 3. Preis: Hanauer Anzeiger
- Sonderpreis für Volontärsprojekte: Volontäre der Rheinischen Post für das Projekt Die RheinStories

2021: 
- 1. Preis: Zeitungsverlag Waiblingen
- 2. Preis: Alfelder Zeitung
- 3. Preis: General-Anzeiger (Bonn)
- Sonderpreis für Volontärsprojekte: Volontärin des Tagesspiegel (Berlin)

2022: 
- 1. Preis: Kieler Nachrichten
- 2. Preis: Main-Echo
- 3. Preis: Kölner Stadtanzeiger
- Sonderpreis für Volontärsprojekte: Volontärinnen und Volontäre der Märkischen Oderzeitung und Lausitzer Rundschau